# Luftverschmutzung

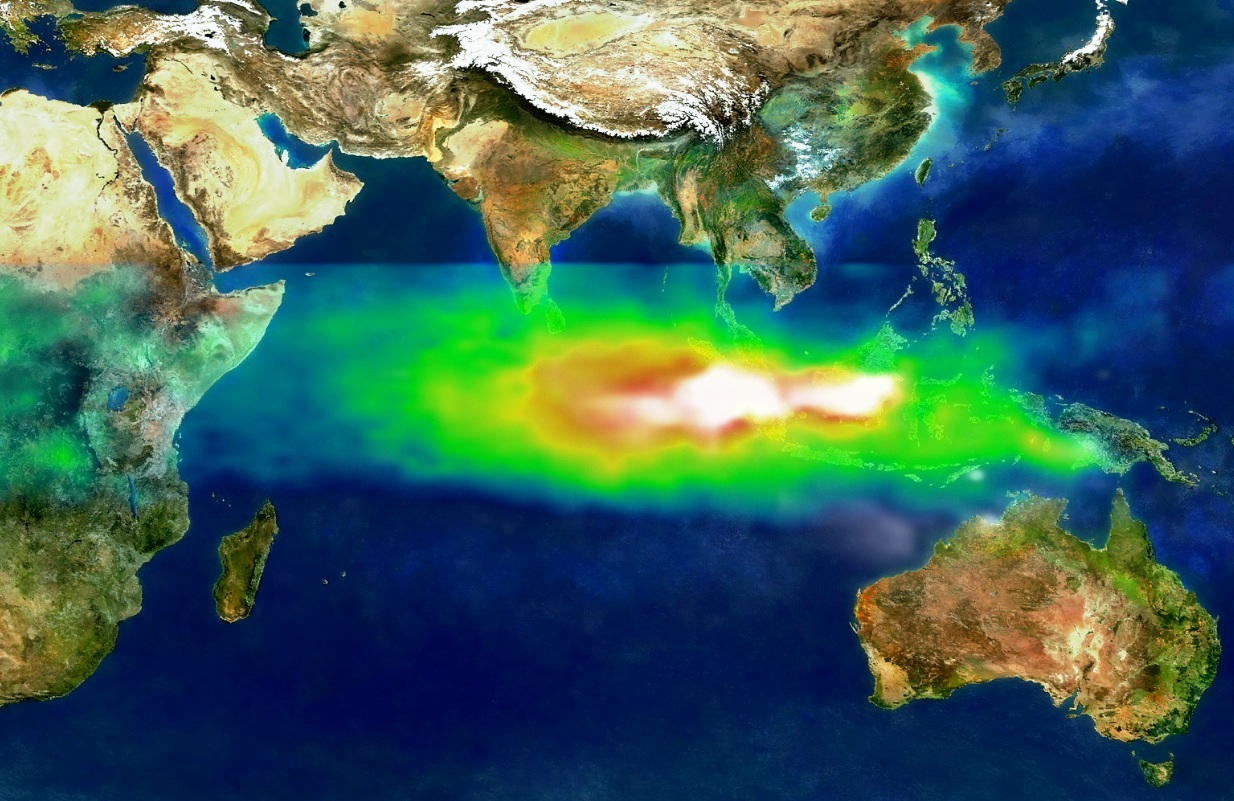
Luftverschmutzung über Indonesien und dem Indischen Ozean, Oktober 1997;
Weiß markiert: von Feuern stammende Aerosole (Rauch) in den unteren Luftschichten;
Grün, gelb und rot: darüber liegender Smog in der Troposphäre

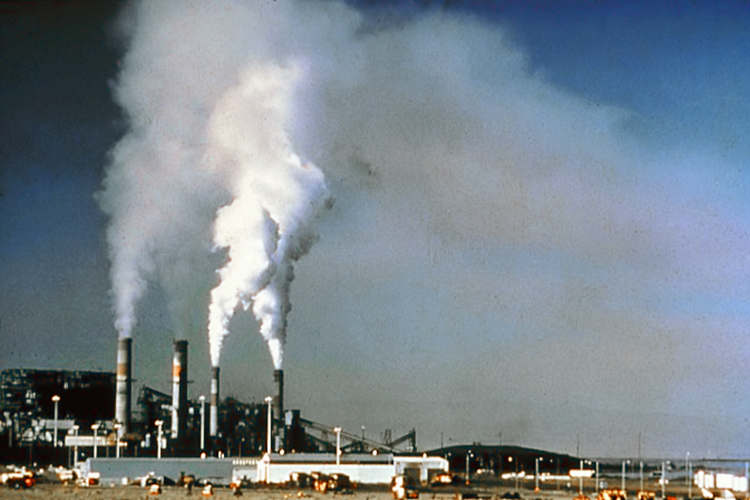
Luftverschmutzung durch ein Kohlekraftwerk in New Mexico, 2004; die voluminösen weißen Fahnen sind meist unkritischer Wasserdampf, umweltrelevant sind vmtl. eher die beiden linken Schornstein-Abgase.

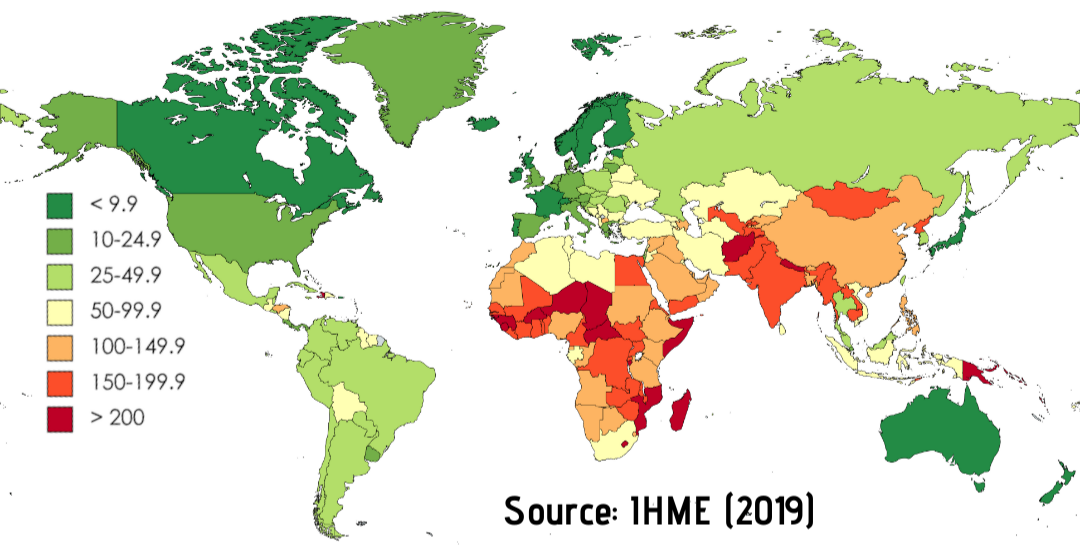
Tote durch Luftverschmutzung pro 100.000 Einwohner (IHME, 2019)

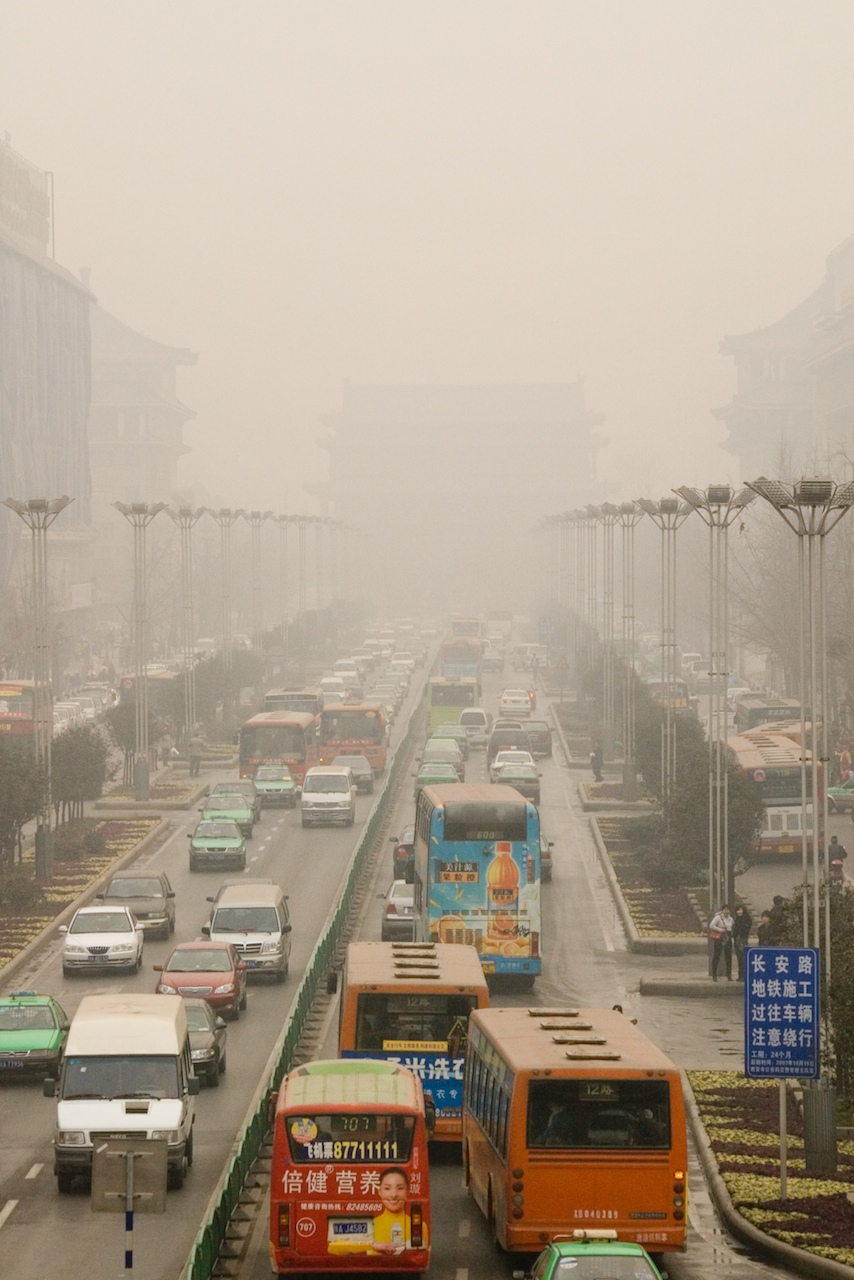
Ein großer Anteil gegenwärtiger Luftverschmutzung ist auf brennstoffbetriebenen Landverkehr zurückzuführen.

Als Luftverschmutzung wird die Freisetzung umwelt- und gesundheitsschädlicher Schadstoffe in die Luft bezeichnet. Zu diesen Schadstoffen gehören zum Beispiel Rauch, Ruß, Staub, Abgase, Aerosole, Dämpfe und Geruchsstoffe. Luftverschmutzung ist eine Form der Umweltverschmutzung. Sie ist die größte Umweltursache für Krankheit und vorzeitigen Tod und betrifft alle Menschen, beginnend vom Fötus im Mutterleib bis hin zu alten Menschen. Luftverschmutzung kann nahezu alle Organe und Systeme des Körpers betreffen und ist eine bedeutende Ursache für Lungenentzündung, Bronchitis und Asthma bei Kindern.
Eine gemeinsame Stellungnahme verschiedener Akademien der Wissenschaften hält fest:

„Die wissenschaftliche Beleglage ist unmissverständlich: Luftverschmutzung kann die Gesundheit über die gesamte Lebensspanne hinweg schädigen. Sie verursacht Krankheit, Behinderung und Tod und beeinträchtigt die Lebensqualität eines jeden Menschen. Sie schädigt Lunge, Herz, Gehirn, Haut und andere Organe; sie erhöht das Risiko von Krankheit und Behinderung und wirkt sich auf praktisch alle Systeme im menschlichen Körper aus.“

Insbesondere in Ländern der Dritten Welt, in Russland, in der Volksrepublik China und anderen Schwellenländern ist die Luftverschmutzung hoch. In den Industrieländern ist die Luftverschmutzung durch Maßnahmen zur Luftreinhaltung in den letzten Jahrzehnten zurückgegangen. Gleichwohl ist auch in Europa die Luftverschmutzung immer noch das größte verschmutzungsbedingte Gesundheitsrisiko.
Es wird angenommen, dass die Energiewende zukünftig wesentlich zur Senkung der Luftverschmutzung beiträgt. Da Maßnahmen zur Eindämmung der globalen Erwärmung häufig auch die Luftverschmutzung reduzieren, ist die Verbesserung der Luftqualität ein wichtiger positiver Nebenaspekt von Klimaschutzmaßnahmen. Zum Teil lohnen sich Klimaschutzmaßnahmen alleine schon durch die volkswirtschaftlichen Wohlfahrtsgewinne reduzierter Luftverschmutzung.
In der EU starben 2019 Schätzungen zufolge 307.000 Menschen vorzeitig durch die Belastung ihrer Umgebungsluft mit Feinstaub (PM2.5). Etwa 178.000 (58 %) wären bei Einhaltung der neuen WHO-Richtwerte durch die EU-Staaten vermeidbar gewesen. 40.400 Menschen starben frühzeitig durch Stickstoffdioxid und 16.800 durch Ozon. Luftverschmutzung ist verantwortlich für jährlich etwa eine Million Fehlgeburten.
Luftverschmutzung ist laut WHO das weltweit größte einzelne umweltbedingte Gesundheitsrisiko. Laut einer Studie starben 2018 etwa 8,7 Millionen Menschen – das sind etwa ein Fünftel aller Todesfälle – durch Luftverschmutzung infolge Verbrennung fossiler Energieträger, was damit eines der häufigsten Ursachen für vorzeitige Todesfälle ist.
Die aus Luftverschmutzung resultierenden ökonomischen Kosten in 176 Staaten wurden für das Jahr 2015 auf 3,8 Billionen US-Dollar geschätzt. Die EU-Kommission schätzte die direkt verursachten Schäden für Mensch und Umwelt in der EU im Jahr 2013 auf 23 Milliarden Euro pro Jahr; die negativen externen Effekte wurden auf etwa 330 bis 940 Milliarden Euro pro Jahr geschätzt.

## Geschichte der Luftverschmutzung

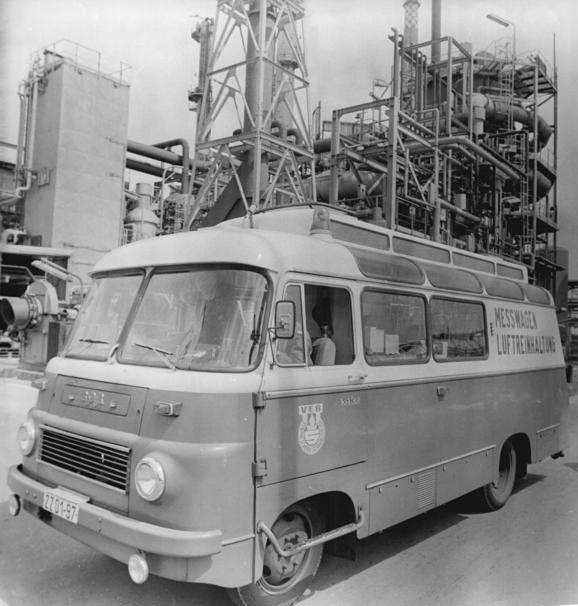
Messwagen für Luftverschmutzung des VEB Synthesewerk Schwarzheide, 1978

Mit der gezielten Anwendung des Feuers durch den Menschen begann die Verschmutzung der Luft mit luftfremden Stoffen. An Torfablagerungen wurde nachgewiesen, dass der Abbau und die Verarbeitung von Blei durch menschliche Kulturen seit 6000 Jahren zu erhöhten Blei-Emissionen in die Luft führte, die sich weltweit auswirkten. Diese Emissionswerte konnten unter anderem durch die Verwendung „bleifreien“ Benzins und durch Auflagen für die Industrie gesenkt werden.
Im Antiken Rom und später auch in anderen europäischen Städten des Mittelalters finden sich dokumentierte Beschwerden über Luftverschmutzungen. In diesen Beschwerden ging meist nur um die Belästigung durch Geruch und Schmutz, eine mögliche Gesundheitsgefahr wurde zunächst nicht erkannt.
Der Rauch aus den Öfen von Glasschmelzen im antiken Rom um 150 n. Chr. war so störend, dass die Glasmacher gezwungen wurden, ihre Werkstätten in die Vororte zu verlegen.
Im England des 13. Jahrhunderts gab es viele Beschwerden und Probleme durch die Verbrennung stark schwefelhaltiger Kohle. 1257 musste Königin Eleanor von England wegen der herrschenden Verqualmung Nottingham verlassen. 1272 verbot König Edward I. unter Androhung der Todesstrafe den Gebrauch der schwefelhaltigen Kohle.
In Köln wurde 1464 einem Kupfer- und Bleischmelzer aufgrund von Nachbarschaftsbeschwerden per Ratsbeschluss der Weiterbetrieb seines Handwerks in der Stadt untersagt. In Augsburg wurde 1623 eine Schmelzhütte wegen Nachbarschaftsbeschwerden über ungesunden Rauch und Dampf abgerissen und die Wiederinbetriebnahme außerhalb der Stadt genehmigt.
Als es noch keine Abgasfiltertechniken gab, waren hohe Schornsteine eine verbreitete Methode, um lokale Immissionen zu reduzieren. Diese emittierten die Abgase in bis zu 300 m Höhe, um sie weiträumiger und damit in geringeren Konzentrationen zu verteilen.

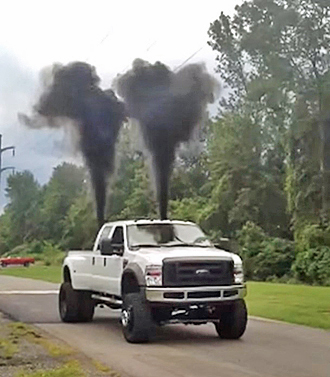
Absichtliche Luftverschmutzung: Pick-up beim Rolling Coal, „Rollende Kohle“

1947, kurz nachdem in einer großen kalifornischen Zeitung ein sehr kritischer Artikel über Smog in Los Angeles erschienen war, gründete eine Gruppe von Managern der US-Ölindustrie in der Stadt das Smoke and Fumes Comitee („Rauch-und-Dämpfe-Ausschuss“): Es sollte die wissenschaftliche Forschung der Öl- und Gasindustrie finanzieren und wissenschaftliche Erkenntnisse mittels Public Relations bekannt machen, „um die öffentliche Wahrnehmung von Luftverschmutzung und Regeln zur Eindämmung der Luftverschmutzung in eine bestimmte Richtung zu lenken. Das erklärte Ziel war es, gesetzgeberische Maßnahmen zu verhindern, die die Ölindustrie für unnötig hielt und die sie nicht haben wollte.“
Im Dezember 1952 kam es in London zu einer Smog-Katastrophe (The Great Smog), bei der bis zu 12.000 Einwohner am Smog starben.
Seit einigen Jahrzehnten ist die Luftverschmutzung, die zuvor ein lokales oder regionales Phänomen war, zu einem globalen Problem geworden, von dem alle Kontinente betroffen sind. 2006 und 2015 traten in Südostasien zwei schwere Hazefälle auf. Bei massiven Waldbränden in Indonesien kam es im September und Oktober 2015 zu einer Smogkrise, bei der etwa 100.000 Menschen starben.
Daneben existieren auch Luftverschmutzungen, welche absichtlich herbeigeführt werden: Hierzu zählt unter anderem das in den USA praktizierte Rolling-Coal-Fahrzeugtuning („Rollende Kohle“), bei dem Autos und Pick-Ups so umgerüstet werden, dass sie besonders viel Ruß und Schadstoffe ausstoßen. Motivation dieser zumeist politisch rechts stehenden US-Amerikaner ist häufig, ein politisches Statement gegen Umweltschützer und Umweltschutzmaßnahmen zu setzen.
Obwohl es einen breiten wissenschaftlichen Konsens über die gesundheitlichen Schäden der Luftverschmutzung gibt, werden diese in manchen Staaten wie den USA, Indien oder Polen zunehmend von politischen Akteuren geleugnet. Teilweise sind dies dieselben Kräfte, die auch die menschengemachte Erderwärmung leugnen, beispielsweise das Heartland Institute. Beispielsweise wussten Unternehmen der Erdöl- und Erdgasbranche spätestens in den 1970er Jahren bereits, dass Luftverschmutzung, die bei der Verbrennung fossiler Energieträger entsteht, eine erhebliche Gesundheitsgefährdung darstellt. Dennoch setzten die Unternehmen wie auch beim Thema Klimawandel auf Desinformation bezüglich des wissenschaftlichen Sachstandes und verbreiteten einen Strom von Materialien, um in der Bevölkerung Zweifel an der Gesundheitsschädlichkeit der Luftverschmutzung hervorzurufen und die Einführung von Schadstoffgrenzwerten zu verhindern.
Der Begriff Luftverschmutzung ist spätestens seit Beginn des 20. Jahrhunderts belegt.

## Arten der Luftverschmutzung
Das Problem der Luftverschmutzung kann hinsichtlich
- seiner Ursachen (stoffbezogen, wie es das BImSchG macht)
- seiner Auswirkung (flächenbezogen) und
- seiner Folgen (wirkungsbezogen)

betrachtet werden.

### Quellen

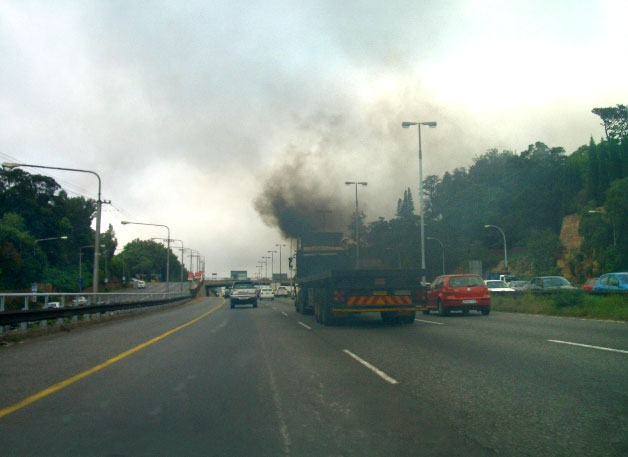
Luftverschmutzung durch Fahrzeuge, hier LKW auf einer südafrikanischen Autobahn

### Richtlinien

Exposition gegenüber Luftschadstoffen in Städten.

Die EU und die WHO veröffentlichen Leitlinien mit Grenzwerten von Luftverschmutzung, bei denen der gesundheitliche Schaden vertretbar begrenzt ist. Allerdings ist Luftverschmutzung laut Studien auch unterhalb dieser Richtwerte mit deutlich erhöhter Sterblichkeit verbunden. Nach den Studien passte die WHO ihre Richtlinien 2021, erstmals seit 2005, an
In den WHO-Luftgüte-Richtlinien finden sich folgende Grenzwerte für Feinstaub:
1. Jahresmittel PM10 15 µg/m³
2. Jahresmittel PM2,5 5 µg/m³

1. Tagesmittel PM10 45 µg/m³ ohne zulässige Tage, an denen eine Überschreitung möglich ist.
2. Tagesmittel PM2,5 15 µg/m³ ohne zulässige Tage, an denen eine Überschreitung möglich ist.

### Luftqualität in Metropolen

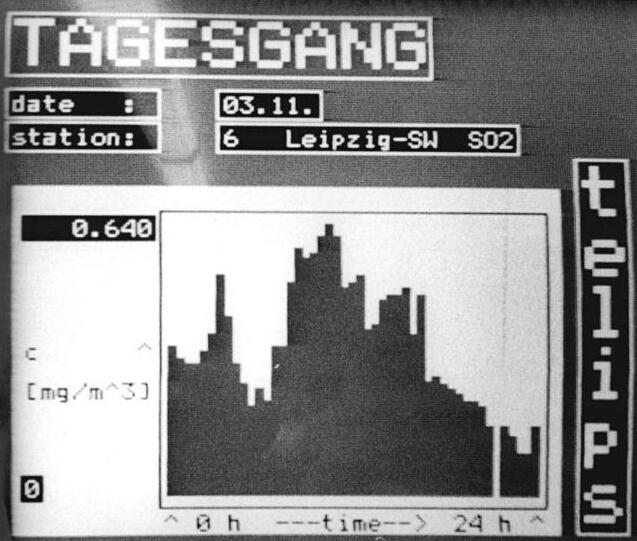
Grafik zur Luftbelastung mit Schwefeldioxid in Leipzig (DDR), November 1989

Megastädte sind Städte, in denen mehr als 10 Millionen Menschen wohnen. Bekannte Megastädte mit hoher Luftverschmutzung sind z. B. Lahore und Karatschi in Pakistan sowie Delhi in Indien.
Die Weltgesundheitsorganisation (WHO) und das Umweltprogramm der Vereinten Nationen (UNEP) messen im Rahmen eines weltweiten Monitoring-Programms auch die Luftqualität in Megastädten. 
Als größte Probleme der Luftverschmutzung gelten dort Partikel und Ozon.

### Überregionale (globale) Luftverschmutzung

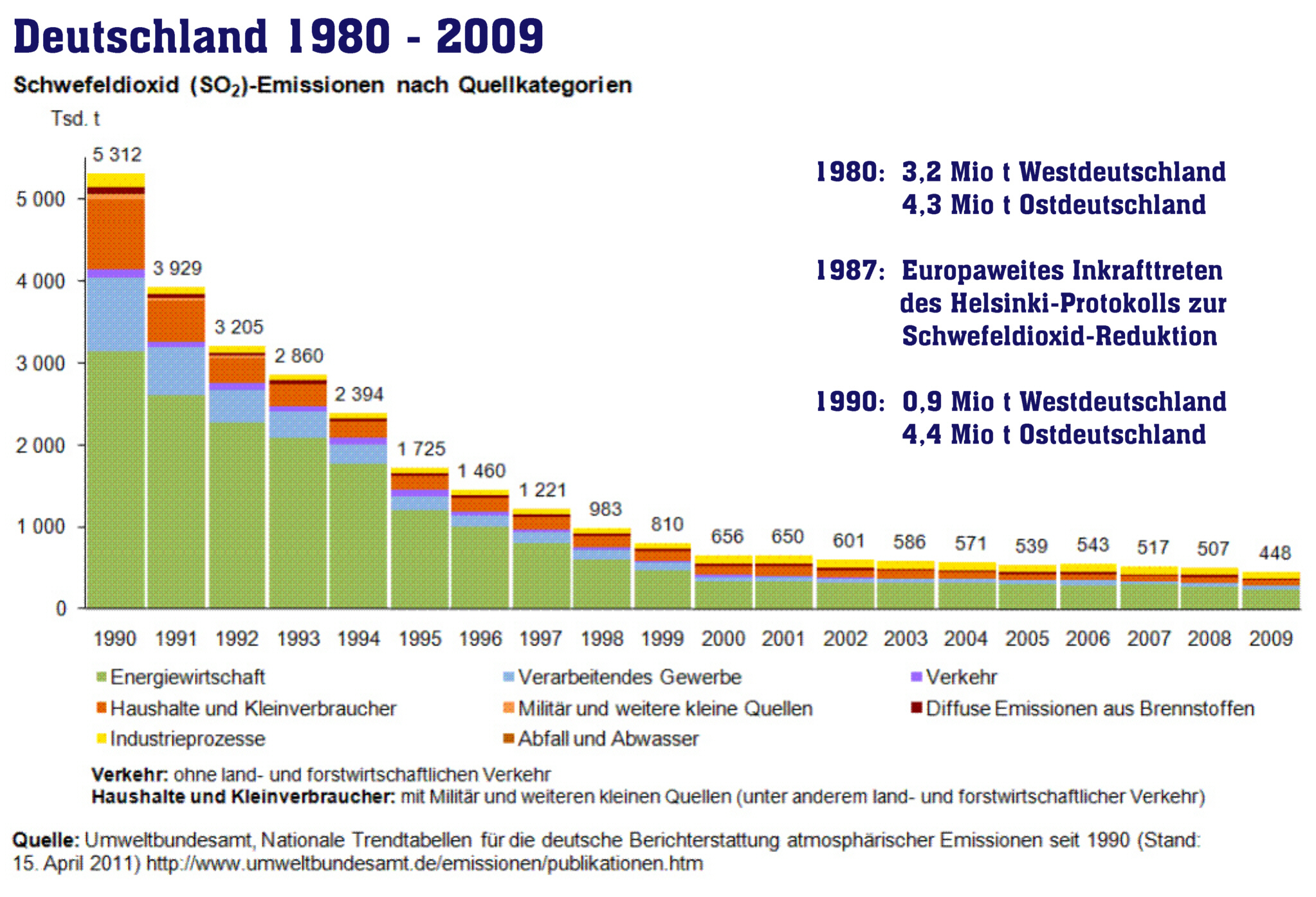
Reduktion von Schwefeldioxid in Deutschland nach Helsinki-Protokoll 1987

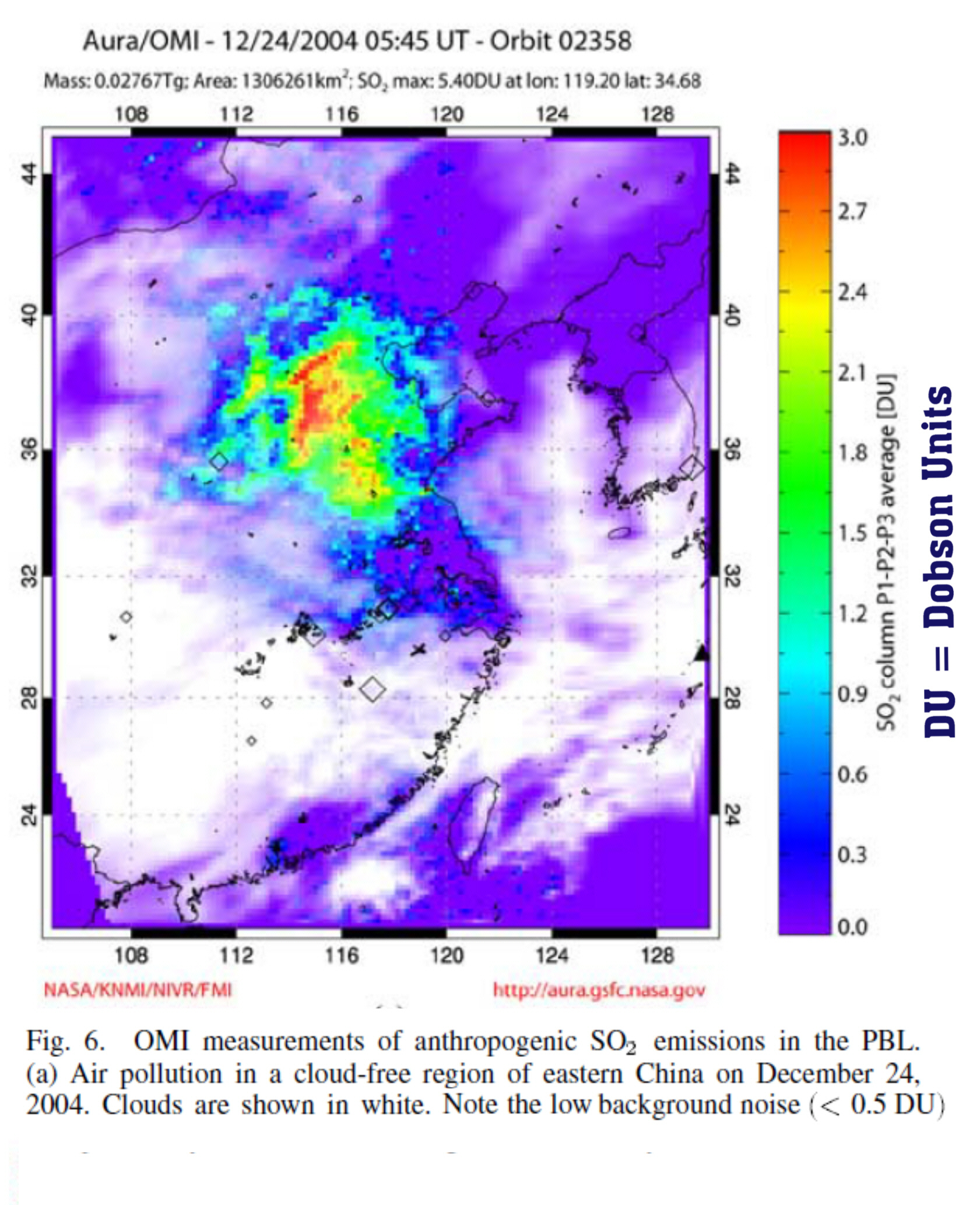
Industrielle Schwefeldioxid-Emissionen in Ostchina 2004

Dass Luftschadstoffe nicht an nationalen Grenzen stoppen, ist spätestens seit dem Auftreten von stark sauren Niederschlägen in den skandinavischen Ländern bekannt, deren wesentliche Ursache Schwefeldioxid-Emissionen in den mitteleuropäischen Ländern waren. Dieses leicht wasserlösliche Gas ist entlang feuchten Luftströmungen in Wolken mehrere hundert bis maximal 1500 km stabil.
| Land                  | Export (von Deutschland) | Import (nach Deutschland) | Differenz (Import – Export) |
| --------------------- | ------------------------ | ------------------------- | --------------------------- |
| Polen                 | 73,1 kt                  | 31,5 kt                   | −41,6 kt                    |
| Tschechische Republik | 35,2 kt                  | 44,2 kt                   | 9,0 kt                      |
| Frankreich            | 18,4 kt                  | 35,3 kt                   | 16,9 kt                     |
| Großbritannien        | 0,7 kt                   | 19,7 kt                   | 19 kt                       |
| Belgien               | 0,4 kt                   | 15,1 kt                   | 14,7 kt                     |
| Niederlande           | 0,64 kt                  | 0,74 kt                   | 0,1 kt                      |

Laut Umweltbundesamt wurden 1998 in Deutschland 983 kt Schwefeldioxid emittiert. Diese Menge erhöht sich gemäß Tabelle „Transport von oxidiertem Schwefel“ um ca. 9 kt Schwefeldioxid aus angrenzenden Staaten (Vergleich von Import 153,2 kt mit Export 144,1 kt). In Deutschland ging laut Umweltbundesamt die Verschmutzung der Luft durch Feinstaub seit den 1990er Jahren deutlich zurück (Stand 2021); für die Zukunft erwartet das UBA aber nur noch langsame Rückgänge.
In den USA wurden die Schwefeldioxid-Emissionen gesenkt von 23,5 Mio. t (1980), 21,5 Mio. t (1990), 16,6 Mio. t (2000) auf 12 Mio. t Schwefeldioxid in 2010.
China verursacht heute die weltweit höchsten Schwefeldioxid-Emissionen. Die Menge stieg von 2000 bis 2005 auf 25,5 Mio. t (+27 %) an; dies entspricht dem USA-Niveau von ca. 1980.
Die Tabelle zeigt auch, dass das Ziel der Verringerung der Luftverschmutzung keine nationale, sondern eine länderübergreifende Aufgabe darstellt (s. u.: Internationale Maßnahmen).

### Ausbreitung von Schadstoffen

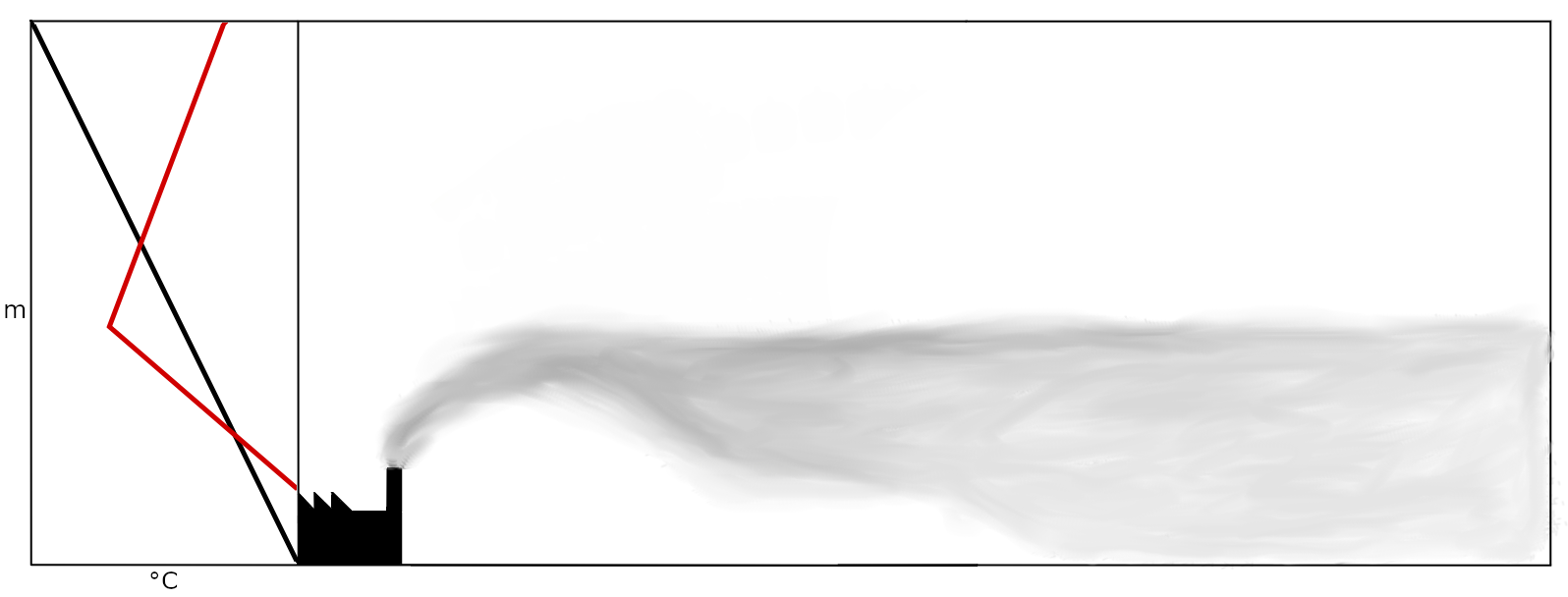
Höheninversion (Temperaturprofil (rot) im Vergleich zur Adiabate (schwarz)) führt zu ungünstiger Verteilung von Fabrikabgasen.

Luftschadstoffe können sowohl in der näheren Umgebung ihres Entstehungsortes als auch weit entfernt davon nachgewiesen werden. Die wesentlichen Einflussfaktoren dieser Ausbreitung bilden Wind und Schichtungszustand der Erdatmosphäre. Als besonders gefährlich erweisen sich dabei Fumigation-Lagen wie im Bild rechts. Sie treten insbesondere bei Stadtklimaten und im Bereich von großen Industrieanlagen auf.  Dies war in Mitteleuropa und speziell London noch bis in die 1970er Jahre der Fall und tritt heute vor allem in ostasiatischen Metropolen wie Peking oder Shanghai auf.
Die Ausbreitung von Luftschadstoffen kann mittels Ausbreitungsrechnung prognostiziert werden.

## Wirkung
Ein Luftschadstoff kann direkt den Menschen schaden, der Umwelt schaden oder beiden schaden.
Anfang der 1980er Jahre erregte das Waldsterben große Sorgen in der Bevölkerung. Es wurde vermutet, dass Luftschadstoffe wie Schwefeldioxid und Stickoxide Ursachen des Waldsterbens waren. Schwefeldioxid und andere Schadstoffe in der Luft wurden vom Regen zu Boden befördert (der Regen wurde dadurch zu saurem Regen), gelangten an die Wurzeln von Pflanzen und schädigten diese. Zur Beunruhigung trug bei, dass geschädigte Waldbestände weitab von Emissionsschwerpunkten waren, z. B. im Schwarzwald und in anderen deutschen Mittelgebirgen.
Im Jahr 2019 wurde die Luftverschmutzung von der WHO als das größte Umweltrisiko für die Gesundheit angesehen.
|  |  |

### Auf den Menschen

#### Medizinische Erkenntnisse

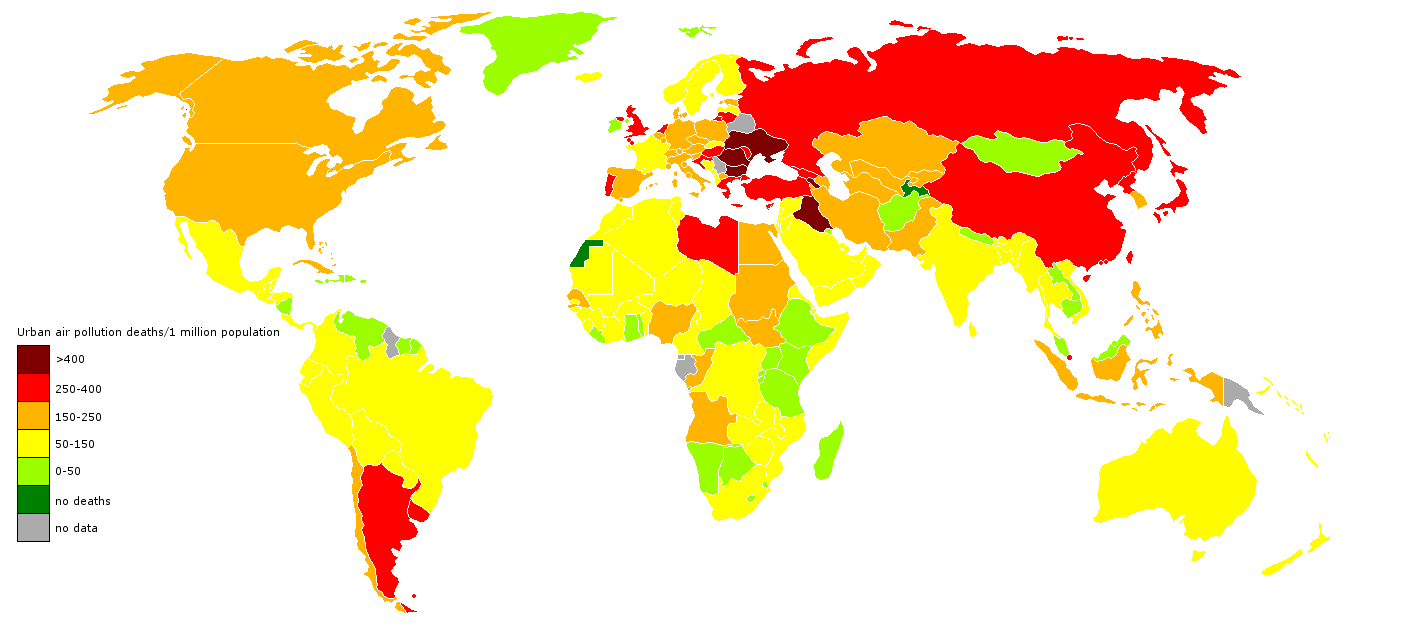
Geschätzte Anzahl der vorzeitigen Todesfälle durch Luftverschmutzung im Jahre 2004, Länderstatistik basierend auf Daten der WHO

Spätestens Anfang des 20. Jahrhunderts hatten Mediziner erkannt, dass Luftverschmutzung gesundheitsschädlich ist:

„Wenn wir uns fragen, welchen schädigenden Einfluß die Großstadtluft auf die Gesundheit des Menschen ausübt, so wissen wir heute nicht viel mehr zu sagen, als was bereits Sanitätsrat Dr. Niemeyer wußte: ‚Die Lungen der Großstadtbewohner werden schwarz gefärbt.‘ Die neueren Untersuchungen haben dargetan, daß der Kohlenruß und der Straßenstaub – man denke an die Autoplage – die Schleimhäute der Luftwege und der Lungen verletzen und dadurch neben ihrer chemischen Einwirkung auch eine direkt mechanisch schädigende Einwirkung auf die Gewebszellen ausüben. Herabsetzung des Stoffwechsels, Verringerung des Atmungsvermögens, Neigung zu Katarrhen der Luftwege und zur Lungentuberkulose sind die durch die Erfahrung festgestellten Krankheitsfolgen des Daueraufenthaltes in der Großstadtluft.“

Die Schadstoffe in der Luft können je nach Art des Stoffes und der vorherrschenden Konzentration(en) die menschliche Gesundheit beeinträchtigen (hauptsächlich Erkrankungen der Atemwege und des Kreislaufsystems) oder im schlimmsten Fall zum Tode führen. Wegen Luftverschmutzung sterben laut WHO jährlich etwa acht Millionen Menschen. Global ist die Nutzung fossiler Energieträger mit einem Anteil von ca. 65 % die Hauptursache für vorzeitige Todesfälle durch Luftverschmutzung. 133 von 100.000 Einwohnern sterben jedes Jahr vorzeitig an deren Folgen von Luftverschmutzung. Somit liegt die Belastung in Europa über dem weltweiten Durchschnitt (120 von 100.000 Einwohnern). Weltweit sterben mehr Menschen an den Folgen der Luftverschmutzung (8,8 Millionen pro Jahr) als am Rauchen (7,2 Millionen pro Jahr).
Luftverschmutzung kann Auswirkungen auf nahezu alle Organe, Systeme und Funktionen des menschlichen Körpers haben (u. a. auf Lunge, Herz, Gehirn, Blutkreislauf, Verdauungssystem und Fortpflanzung) und eine Vielzahl akuter wie chronischer Krankheiten verursachen. Sie ist wichtige Ursache für Lungenentzündung, Bronchitis und Asthma bei Kindern und verlangsamt das Wachstum der Lunge bei Kindern und Jugendlichen. Sie trägt zu Herzkrankheiten und Herzinfarkt bei, zu Schlaganfall, Krebs, Asthma, COPD, Diabetes mellitus, Allergien, Ekzemen und der Hautalterung. Zudem lassen neuere Erkenntnisse darauf schließen, dass sie auch zu Demenz und führt und das Wachstum des Gehirns bei Kleinkindern beeinträchtigt. Sogar ein deutlicher Zusammenhang mit der Gefährlichkeit der COVID-19 Erkrankung wurde gefunden.
Luftverschmutzung verursacht Lungenkrebs und erhöht das Risiko auf Blasenkrebs. Im Jahr 2010 sind mehr als 220.000 Lungenkrebstote weltweit auf die Verschmutzung der Luft zurückzuführen, das entspricht etwa 15 Prozent aller Lungenkrebstoten dieses Jahres. Am 17. Oktober 2013 wurde Luftverschmutzung von der WHO offiziell als Krebsursache eingestuft.
Grundsätzlich sind alle Menschen weltweit vom Mutterleib bis ins hohe Alter von Luftverschmutzung betroffen, es gibt aber große Unterschiede bei der Exposition. Besonders empfindlich sind ungeborene Kinder, Kinder, Alte und Menschen mit Vorerkrankungen; besonders stark betroffen sind Frauen aus Staaten mit geringen Einkommen, die mit festen Brennstoffen wie Biomasse oder Kohle auf offenem Feuer kochen.
Die Zunahme von Erkrankungen beziehungsweise die Erhöhung der Sterblichkeit während solcher Smog-Episoden wird heute vor allem auf die zu diesen Zeiten erhöhten Konzentrationen von fünf Stoffen zurückgeführt:
- Schwefeldioxid, SO2,
- Kohlenmonoxid, CO
- Stickstoffoxide, NOx,
- Feststoffe (Feinstaub, Schwebstoffe),
- Kohlenwasserstoffe

Die Wirkung dieser Stoffe auf den Menschen lässt sich aber nicht isoliert betrachten, sondern wird auch durch Faktoren wie z. B. die Temperatur oder die Luftfeuchtigkeit beeinflusst. Zu unterscheiden ist ferner zwischen akuten Gesundheitsfolgen und längerfristigen chronischen Krebserkrankungen, etwa durch Feinstaub.

#### Vorzeitige Todesfälle
Laut Angaben der WHO starben 2012 ca. acht Millionen Menschen vorzeitig durch Folgen von Luftverschmutzung. Ca. 3,7 Millionen dieser Menschen starben vorzeitig durch Outdoor-Luftverschmutzung und ca. 4,3 Mio. durch Indoor-Luftverschmutzung.
Allerdings starben in der EU 2015 mit ca. 790.000 Personen pro Jahr weiterhin mehr Menschen vorzeitig durch Luftverschmutzung als im Weltdurchschnitt. Damit war die Zahl der vorzeitigen Todesfälle in der EU durch Luftverschmutzung höher als die der Unfalltoten durch den Straßenverkehr.
Global sind fossile Energieträger für ca. 65 % der vorzeitigen Todesfälle durch Luftverschmutzung verantwortlich. In Deutschland sterben ca. 124.000 Menschen vorzeitig an den Folgen von Luftverschmutzung. Hiervon sind ca. 74.000 auf fossile Energien zurückzuführen.
Es wird angenommen, dass die Energiewende weltweit Millionen vorzeitiger Todesfälle pro Jahr verhindern kann. Studien für Europa ergaben, dass durch die Umstellung von fossilen Energieträgern auf schadstofffreie erneuerbare Energien ca. 434.000 vorzeitige Todesfälle vermieden werden könnten bzw. 55 % der insgesamt durch Luftverschmutzung verursachten vorzeitigen Todesfälle.
Nach Ergebnissen der State of Global Air (SOGA) Studie, die 2019 veröffentlicht wurden, haben heute geborene Kinder eine aufgrund der Luftverschmutzung deutlich verkürzte Lebenserwartung. In Südasien sei die Lebenserwartung um 30 Monate verkürzt, in Ostasien um 23 Monate, in den entwickelten Staaten hingegen um weniger als 5 Monate. In diesem Zusammenhang wird auf einen Zusammenhang zwischen der Luftverschmutzung und Faktoren wie niedrigem Geburtsgewicht, verringerter Lungenentwicklung und Asthma im Kinder- und Jugendalter hingewiesen.
Nach einer 2020 publizierten Studie geht die Lebenserwartung durch Luftverschmutzung um 2,9 Jahre zurück.
Laut einer 2021 im Fachjournal Environmental Research veröffentlichten Studie eines Teams um Karn Vohra (University of Birmingham) geht einer von fünf Todesfällen weltweit auf die Luftverschmutzung durch Kohle, Benzin oder Diesel zurück. Im Jahr 2018 seien demnach mehr als acht Millionen Menschen an Krankheiten gestorben, die auf die kleinen Feinstaubpartikel mit einem Durchmesser von weniger als 2,5 Mikrometern (PM 2,5) zurückgeführt werden, die beim Verbrennen fossiler Energieträger entstehen. Die in der Studie genannten Zahlen liegen deutlich höher als bisherige Schätzungen zur Sterblichkeit durch Luftverschmutzung.

#### Neugeborene und Kinder
Luftverschmutzung führt häufig zu großen Schäden der Gesundheit von perinatalen Babys, die in Entwicklungsländern oft tödlich sind. Täglich sterben weltweit etwa 2.000 Kinder an den Folgen von Luftverschmutzung.

#### Kognitive Auswirkungen
Laut einer 2018 publizierten Studie hat Luftverschmutzung zudem negative Auswirkungen auf Intelligenz und Kognition. Die Effekte nahmen hierbei mit zunehmendem Alter zu, insbesondere bei Männern.

#### Kontroverse um Bewertungsmethoden der Auswirkungen auf die Menschen
Es gibt verschiedene Methoden, um zu beschreiben, wie schwer die Auswirkungen sind, die eine Umweltverschmutzung auf die Menschheit hat. Verbreitet ist beispielsweise die Angabe, zu wie vielen insgesamt verlorenen Lebensjahren eine Verschmutzung führt. Andere Angaben betrachten stattdessen oder zusätzlich, ob Menschen aufgrund der Luftverschmutzung viele Jahre leidend leben müssen – eventuell aber gar nicht vorzeitig sterben. Manche Bewertungsmethoden betrachten vor allem die entstehenden finanziellen Belastungen für ein Volk.
Eine Maßzahl der vorzeitig Verstorbenen ist unter Statistikern stark umstritten. Der griechische Gesundheitswissenschaftler und Statistiker John Ioannidis kritisiert, „vorzeitig Verstorbene“ sei ein „sehr problematisches Maß“. Besser sei das Maß der disability-adjusted life years, bei dem man zählt, wie viele Jahre man mit einer Behinderung durch eine entsprechende Krankheit leben müsse. Dem stimmt auch der Mathematiker und Epidemiologe Peter Morfeld zu. Er betrachtet Zahlenangaben zu „vorzeitig Verstorbenen“ als unseriös und laut ihm zielen solche Zahlen vor allem auf die Öffentlichkeit und die Politik. Mit Wissenschaft hätten sie nicht viel zu tun. Robins und Greenland (1989) argumentierten, dass das Maß der „vorzeitig Verstorbenen“ falsch sei, da das statistische Modell, auf dem die Berechnung aufbaue, unter bestimmten Voraussetzungen nicht identifizierbar sei. Ihre mathematisch anspruchsvolle Argumentation wurde gemäß einer 2019 erschienenen Studie nicht ausreichend berücksichtigt, da sie als sehr anspruchsvoll gilt. Mit Stand 2019 ist die Maßzahl der vorzeitig Verstorbenen in der Wissenschaft jedoch noch immer verbreitet und wird auch in Veröffentlichungen wissenschaftlicher Akademien weiterhin genutzt.

#### Anspruch auf Schadensersatz
Der Europäische Gerichtshof hat 2022 in einem Gutachten erklärt, dass EU-Bürger Anspruch auf Schadensersatz haben, wenn europäische Grenzwerte für die Luftqualität verletzt wurden. Allerdings müsse im Einzelfall etwa durch ein medizinisches Gutachten nachgewiesen werden, dass gesundheitliche Probleme durch die Luftverschmutzung ausgelöst worden seien.

### Auf die Umwelt
Luftverschmutzungen können zu zahlreichen Umweltproblemen führen:
- Versauerung und Eutrophierung durch Emissionen von versauernden und eutrophierenden Schadstoffen (Schwefeldioxid, Stickoxide, Ammoniak)
- Beeinträchtigung der Luftqualität durch Emissionen von Ozonvorläufersubstanzen, Staub, Schwermetallen, persistenten organischen und anderen Schadstoffen
- Verstärkung der Lichtverschmutzung durch Emissionen von Aerosolen und Staub

Luftverschmutzung wirkt sich zudem negativ auf das Pflanzenwachstum aus und verringert z. B. den Ertrag von wichtigen Nutzpflanzen, was sich negativ auf die Nahrungsmittelversorgung der Welt auswirkt. Beispielsweise lag der Ertrag von Weizen in Indien aufgrund von Luftverschmutzung und Klimawandel im Jahr 2010 um 36 % niedriger als in einem Referenzszenario ohne diese negativen Faktoren; teilweise betrug der Ertragsrückgang bis ca. 50 %. Etwa 90 % des Ertragsrückgangs ist auf die direkte Wirkung kurzlebiger Schadstoffe wie Ruß und Ozon zurückzuführen, der Rest auf deren Beitrag zur Erwärmung.

### Auf Materialien
Luftverschmutzung beeinträchtigt auch Materialien, die vom Menschen als Werkstoffe eingesetzt werden. So werden durch Luftschadstoffe Materialien wie Stahl, Glas, und Stein angegriffen. Die Korrosionsrate von Stahl erlaubt dabei sogar erste Rückschlüsse auf das Ausmaß der Luftverunreinigungen. Bei Bronze wurde die Beobachtung gemacht, dass unterschiedliche Legierungen trotz gleicher Umweltbedingungen zu verschiedenartigen Korrosionserscheinungen führen können. Luftverschmutzung kann auch zu einer Verschlechterung der Wirkung von Isolatoren führen.

### Auf Kulturgüter
Die aufgrund von Luftverschmutzung in Verbindung mit Wasser entstehenden Säuren greifen auch Kulturgüter an und führen zum Beispiel zu Steinfraß, beschädigen durch Glaskorrosion insbesondere historische Glasmalerei oder zerstören, wenn sie mit dem Regen in den Boden eindringen, in hohem Maß archäologisches Kulturgut, insbesondere Nicht-Edelmetalle wie Eisen. Gewisse Anzeichen deuten darauf hin, dass sich das Aussehen von Bronzeskulpturen erst durch das Auftreten der industriellen Luftverschmutzung geändert hat.

### Auf Photovoltaikanlagen
Verschmutzte Luft senkt die Ausbeute von Solaranlagen. Laut einer Auswertung von Daten aus 119 Messstationen in China durch Forscher der ETH Zürich sank die durchschnittliche Beleuchtungsstärke in der zweiten Hälfte des 20. Jahrhunderts durch die Luftverschmutzung um 24 Watt pro Quadratmeter. Der dadurch entstandene Verlust an elektrischer Energie wird auf rund 14 Milliarden Kilowattstunden allein im Jahr 2016 geschätzt.
Im Zuge der COVID-19-Pandemie ermittelten Solarenergieforscher, dass im indischen Neu-Delhi durch den Rückgang der Luftverschmutzung infolge der Ausgangsbeschränkungen die Luft deutlich klarer wurde und mehr Sonnenlicht die Erdoberfläche erreichte. Demnach sei nach den erlassenen Ausgangssperren Ende März 2020 die Sonneneinstrahlung gegenüber vorhergehenden Jahren um etwa 8,3 % gestiegen; im April habe die Sonneneinstrahlung um 5,9 % über Werten aus früheren Jahren gelegen. Hingegen hätte es Im Februar und Anfang März 2020 habe es jedoch keine nennenswerten Unterschiede gegeben. Daraus leiten die Forscher ab, dass mit einer Reduzierung der Luftverschmutzung der Ertrag von Photovoltaikanlagen gerade in stark belasteten urbanen Regionen ansteigen wird.

### Auf die Erkennbarkeit der terrestrischen Zivilisation

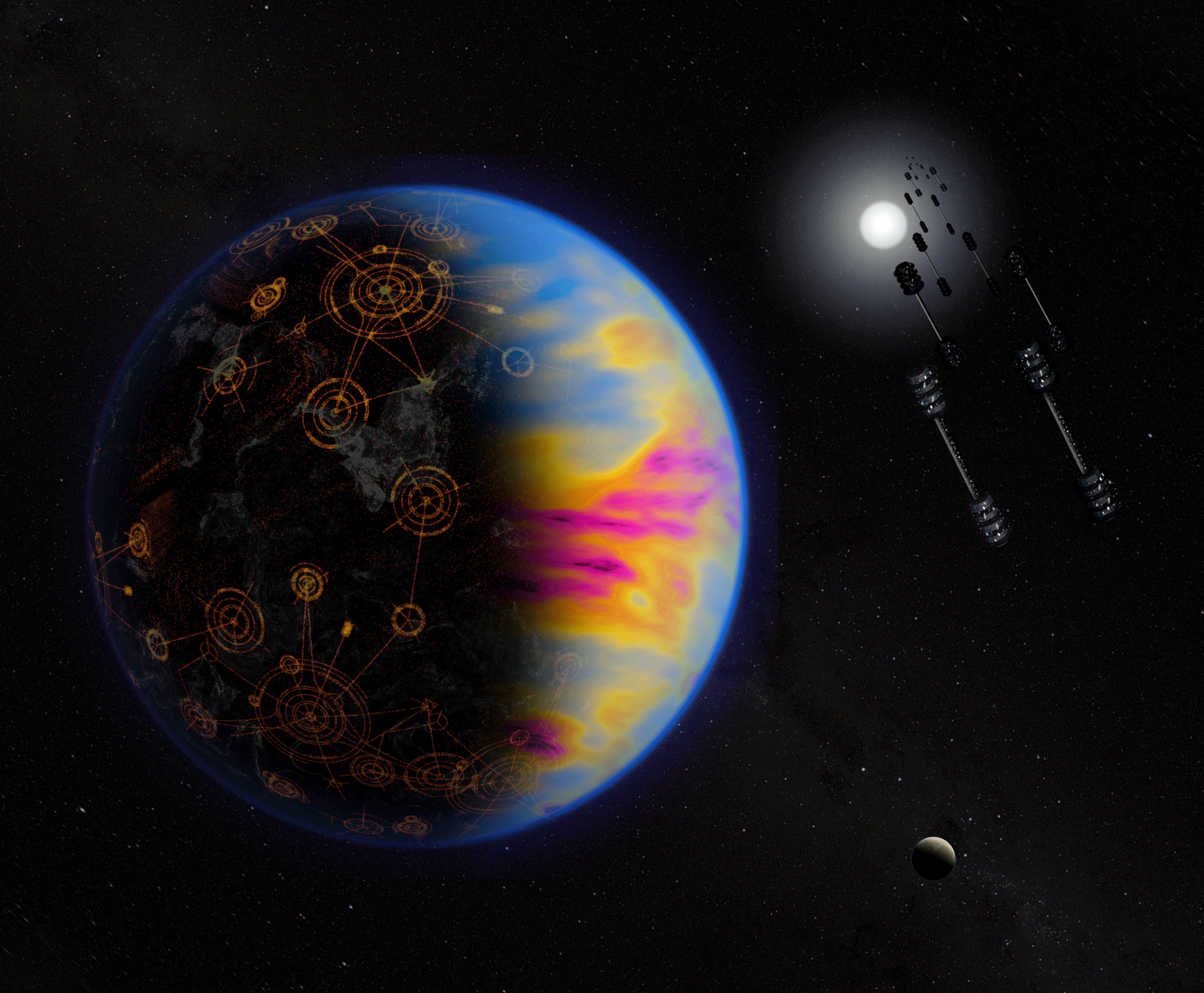
Illustration einer fortgeschrittenen ET-Zivilisation mit der Technosignatur technologiebedingter Luftverschmutzung

Künstliche Luftverschmutzung auf der Erde könnte von weit entfernten Beobachtungspunkten – wie beispielsweise anderen Planetensystemen – über „atmosphärisches SETI“ nachweisbar sein. Laut einer Studie könnten dabei heutige und Jahrzehnte zurückliegende Stickstoffdioxidemissionen mit Teleskoptechnik, die bereits oder bald verfügbar ist, ermittelt werden.

## Maßnahmen
In europäischen Städten ist der Autoverkehr eine der Hauptquellen für Luftverschmutzung. Daher wird dort unter anderem versucht, die Abhängigkeit vom PKW zu verringern. So werden etwa in Paris 180 km baulich getrennte Radwege errichtet. In Brüssel erhalten Einwohner 900 €, wenn sie auf einen PKW verzichten. In London werden rund 12 Pfund Gebühren erhoben, wenn Verbrenner in Umweltzonen einfahren wollen.
Luftverschmutzung geht jedoch nicht allein von Verbrennungsmotoren aus. Auch Brems- und Reifenabrieb motorisierter Fahrzeuge trägt wesentlich zur Feinstaubbelastung bei. Insbesondere der Trend zu großen und schweren Fahrzeugen verschärft dieses Problem. Daher soll Bremsabrieb mit der EURO-7-Norm reguliert werden.

## Überwachung der Maßnahmen zur Luftreinhaltung

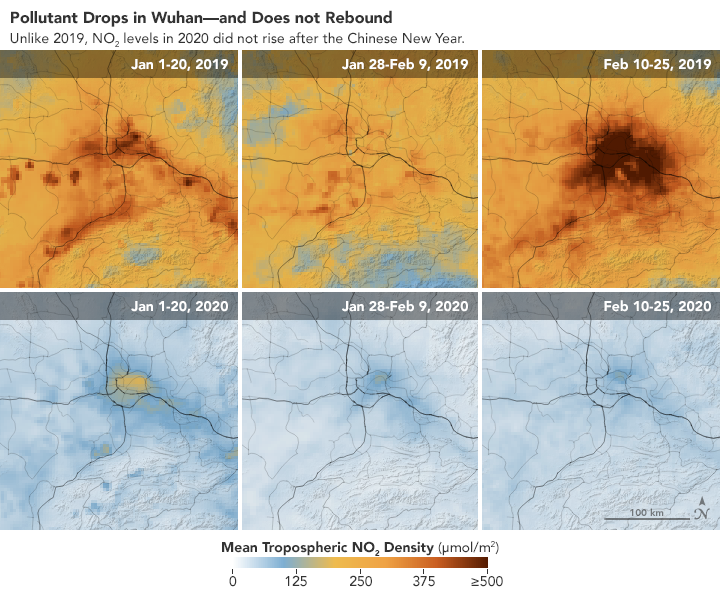
Ein Vergleich der NO_{2}-Werte von Anfang 2019 (oben) und Anfang 2020 (unten) in den Umweltsatellitendaten des NASA Earth Observatory zeigen einen starken Rückgang der Luftverschmutzung aufgrund der COVID-19-Pandemie in Wuhan.

In Deutschland gibt es eine Reihe von Bundes-Immissionsschutzverordnungen (BImSchV) auf Grundlage des Bundes-Immissionsschutzgesetzes (BImSchG), die z. B. auf die europäische Luftqualitätsrichtlinie 2008/50/EG vom 21. Mai 2008 zurückgehen. Die Betreiber genehmigungsbedürftiger Anlagen müssen Art, Menge, räumliche und zeitliche Verteilung der von der Anlage ausgehenden Luftverunreinigungen in einer Emissionserklärung angeben.
EU-Bürger haben seit dem 26. Mai 2011 die Möglichkeit, etwas genauer zu sehen, wer in ihrer Umgebung Luft verschmutzt: Europäische Kommission und Europäische Umweltagentur haben im Rahmen des Europäischen Schadstoffemissionsregisters neue Karten veröffentlicht, die auf einer Skala von 5 × 5 km zeigen, wo Emissionsquellen wie Straßen- und Luftverkehr für die Freisetzung u. a. von Feinstaub verantwortlich sind. Bisher waren solche Werte nur punktuell, zum Beispiel bei einzelnen Industrieanlagen, einsehbar.
Das Umweltbundesamt und Bundesländer veröffentlichen aktuelle Messwerte (zum Beispiel Feinstaub, Ozon) von über 400 Messstationen in Deutschland im Internet.